# Quận Elk, Kansas
Quận Elk là một quận thuộc tiểu bang Kansas, Hoa Kỳ.
Quận này được đặt tên theo. Theo điều tra dân số của Cục điều tra dân số Hoa Kỳ năm 2000, quận có dân số 3077 người. Quận lỵ đóng ở Howard.6
Dù theo hiến pháp Kansas sửa đổi năm 1986 cho phép thức uống có cho cá nhân, quận này vẫn là quận cấm rượu hay quận khô.

## Địa lý
Theo Cục điều tra dân số Hoa Kỳ, quận có tổng diện tích 650 dặm vuông Anh (1.683,5 km2), trong đó 647 dặm vuông Anh (1.675,7 km2) là mặt đất và 3 dặm vuông Anh (7,8 km2), hay 0,47%, là diện tích mặt nước.2

### Quận giáp ranh
- Quận Greenwood (bắc)
- Quận Wilson (đông)
- Quận Montgomery (đông nam)
- Quận Chautauqua (nam)
- Quận Cowley (tây nam)
- Quận Butler (tây bắc)